# Antinomismo
(William Blake, Il matrimonio del cielo e dell'inferno, "Proverbi infernali")
L'antinomismo (dal greco ἀντί, "contro" + νόμος, "legge"), in teologia e nell'etica in generale, è la dottrina secondo la quale i membri di una particolare comunità sono liberi di non osservare determinati precetti etici o morali. Antinomismo è l'esatto opposto di legalismo, la dottrina secondo cui l'obbedienza a un codice di precetti o di regole sia imprescindibile per la salvezza o per l'integrità della comunità stessa. Per gli antinomisti cristiani, in quanto seguaci di Gesù, essi sono salvi per grazia divina (vedi Sola gratia e doppia predestinazione). Esso è tipico delle chiese cristiane nate dalla riforma protestante e di gruppi gnostici (nicolaiti, Carpocrate), e di alcuni movimenti ereticali medievali (dolciniani, libertini spirituali), e nel cristianesimo eterodosso di William Blake.
Si ritrova inoltre in parte nel tantra induista e buddhista e nell'esoterismo occidentale/occultismo (via della mano sinistra, filosofia di Aleister Crowley: "fai ciò che vuoi sarà tutta la legge. Amore è la legge, amore sotto la volontà"), e infine in alcuni movimenti del neopaganesimo.

La locuzione latina sola fide (per sola fede) si riferisce all'originaria dottrina luterana della salvezza attraverso la sola fede, una dottrina propugnata intensamente da Martin Lutero, basandosi sul pensiero di san Paolo e sant'Agostino ("ama e fa' ciò che vuoi"), che tuttavia criticò il lassismo e l'antinomismo. Anche Lutero criticò vibrantemente l'antinomismo, come ad esempio nel suo trattato Contro gli Antinomisti (1539). L'associazione tra luterani e antinomismo viene dalla famosa lettera di Lutero a Filippo Melantone: 
(Lutero a Melantone nel 1521)